# Orde der artsen
De Orde der artsen is een instelling met publiekrechtelijke rechtspersoonlijkheid. Ze omvat alle artsen (meer dan 52.000) die in België tijdelijk of definitief de geneeskunde uitoefenen en ingeschreven zijn op de lijst van de Orde. De verplichte inschrijving geldt voor alle artsen, dus ook voor buitenlandse artsen en onderdanen van de Europese Unie die zich in België als arts wensen te vestigen.

## Oprichting en wettelijke basis
De Orde vindt zijn wettelijke basis in het koninklijk besluit nr. 79 van 10 november 1967 betreffende de Orde der artsen (KB nr. 79). Dit koninklijk besluit werd meerdere keren gewijzigd, laatst nog door de wet van 17 juli 2015 houdende diverse bepalingen inzake gezondheid met o.m. de naamswijziging van de ‘Orde van geneesheren’ in de ‘Orde der artsen’ om de benaming genderneutraal te maken.
Het koninklijk besluit van 6 februari 1970 tot regeling van de organisatie en de werking der raden van de Orde der geneesheren regelt de uitvoering van het KB nr. 79.

## Historiek
In 1937 werden in de senaat een wetsontwerp tot oprichting van de Orde der geneesheren en een wetsvoorstel tot oprichting van een Orde van geneeskundige beroepen ingediend. Maar de antecedenten gaan terug tot de zeventiende eeuw. In verscheidene steden wilden de artsen al lange tijd strijden tegen de kwakzalverij, maar ze kregen geen steun van de overheid van hun stad. In 1649 werd er eindelijk een decreet gepubliceerd dat de artsen van Brussel een echte disciplinaire bevoegdheid gaf door de oprichting van een Collegium Medicum Bruxellense. De statuten van dit College werden gepubliceerd in 1650 onder het gezag van de aartshertog Leopold-Willem van Oostenrijk. Andere soortgelijke colleges werden daarna ingevoerd op verscheidene plaatsen in het land. Ze werden opgeheven tijdens de Franse revolutie die elk corporatisme wou doen verdwijnen. Maar in 1818 werden provinciale geneeskundige commissies opgericht die met name de opdracht hadden aan de titels van de beoefenaars van de geneeskunde een visum te hechten en de quarantaineziektes te melden. Ze konden ook als bemiddelaar optreden als zij hierover door de twistende partijen werden geraadpleegd.
Het toenemende aantal artsen, de noodzaak de begrippen van hygiëne en geneeskunde onder de bevolking te verspreiden en ook de ontwikkeling van de sociale actie, noodzaakten toezicht op de waardigheid van het medisch korps en dat vereiste een wettelijk statuut. In 1899 stelde de heer De Beco in het parlement de oprichting van een Orde der geneesheren voor. In 1910 deed dokter Van Langendonck aan het Algemeen Geneesherenverbond hierover een voorstel, terwijl dokters Dejace en Delchef op hun beurt in “Le Scalpel” voor de oprichting van een Orde pleitten. Daarna rezen er talrijke moeilijkheden van verschillende aard, onder meer de oorlog 1914-1918 die het project vertraagde. In 1936, na lange discussies, stelde het Algemeen Belgisch Geneesherenverbond een tekst voor met de bevoegdheden van een Orde der geneesheren. Maar het was uiteindelijk pas op 25 juli 1938 dat deze Orde werkelijk opgericht werd door de Wet tot oprichting van een Orde der Geneesheeren.
Deze wet kon maar in werking treden na het uitwerken van een aantal uitvoeringsbesluiten en overgangsmaatregelen. De Tweede Wereldoorlog zorgde er echter voor dat pas op 13 juni 1947, door een Besluit van de Regent van 3 april 1947, de eerste verkiezingen bij de Orde konden worden georganiseerd.
De wet van 25 juli 1938 vertoonde belangrijke leemtes en tekortkomingen. In de jaren ’60 werden verschillende wetsontwerpen betreffende de Orde ingediend. Geen van deze ontwerpen werden wet, maar ze lagen wel aan de basis van het huidige KB nr. 79. 

## Missie
Voor bepaalde vertrouwensberoepen bestaat de nood aan specifieke professionele normen die strenger zijn dan de voor iedere burger geldende gewone wetten. Deontologische raden per gezondheidszorgberoep vormen een sterkere waarborg en een meerwaarde voor een adequate en toepasbare deontologie en een kwaliteitsvolle gezondheidszorg. Hierbij blijft de evidencebased geneeskunde onvoorwaardelijk de maatstaf.
De wettelijke grondslag waarop de Orde zijn deontologisch en ethisch optreden steunt, beperkt zich tot de inachtneming van ‘de eer en de waardigheid van het beroep’ (KB nr. 79, artikel 6, 2°).
Door de evolutie naar een interdisciplinaire en geïntegreerde gezondheidszorg in België de laatste decennia beogen de deontologische opdrachten van de Orde in de praktijk veel breder om in het belang van de patiënt, de volksgezondheid en het algemeen welzijn te waken over de handhaving van de morele integriteit van het beroep, de correcte invulling van de professionele autonomie van de artsen, de kwaliteit van de zorg op basis van de huidige wetenschappelijke kennis, het vertrouwen van de burger in de arts en de bijzondere vertrouwensrelatie van de arts met zijn patiënten.

## Structuur
De Orde is samengesteld uit volgende organen : een nationale raad, twee raden van beroep (een Nederlandstalige en een Franstalige) en tien provinciale raden (één per provincie, met keuzemogelijkheid voor de artsen woonachtig in het Brussels Hoofdstedelijk Gewest).

### Nationale raad
De nationale raad is het overkoepelende, normerende orgaan. Deze heeft, behalve het recht om beroep aan te tekenen tegen tuchtbeslissingen, geen disciplinaire bevoegdheid.
De nationale raad is samengesteld uit tien artsen (één verkozen door iedere provinciale raad) en zes door de Koning benoemde artsen verbonden aan de geneeskundige faculteiten van drie universiteiten per taalstelsel. De Koning benoemt eveneens een griffier.
De Koning benoemt onder de raadsheren of ereraadsheren in het Hof van Cassatie, een voorzitter en een plaatsvervangend voorzitter van de nationale raad.
De nationale raad bestaat uit twee afdelingen, één met het Nederlands en één met het Frans als voertaal. Deze kunnen samen of apart vergaderen.
Beide afdelingen van de nationale raad kiezen onder de acht artsen van hun afdeling een voorzitter. Beide afdelingsvoorzitters zijn ook ondervoorzitter van de nationale raad en maken, samen met de voorzitter, de plaatsvervangende voorzitter en de griffier, deel uit van het bureau van de nationale raad.

### Raden van beroep
De raden van beroep behandelen disciplinaire zaken en betwistingen die bij hen aanhangig worden gemaakt.
Er zijn twee raden van beroep. De raad van beroep met het Nederlands en deze met het Frans als voertaal zijn elk samengesteld uit vijf artsen, buiten hun midden gekozen door ieder van de vijf provinciale raden per taalstelsel, en uit vijf door de Koning benoemde raadsheren in een Hof van beroep van het betrokken taalstelsel. De Koning benoemt eveneens een griffier.
De voorzitter van de raad van beroep is een magistraat, benoemd door de Koning uit de leden-raadsheren.

### Provinciale raden
De provinciale raden staan dicht bij de artsen en het publiek. Het contact van de artsen met de Orde (inschrijving, adviesverlening, …) verloopt in eerste instantie via de provinciale raad.
Er zijn tien provinciale raden:
- Provinciale raad van Antwerpen
- Provinciale raad van Brussel en Waals-Brabant
- Provinciale raad van Henegouwen
- Provinciale raad van Limburg
- Provinciale raad van Luik
- Provinciale raad van Luxemburg
- Provinciale raad van Namen
- Provinciale raad van Oost-Vlaanderen
- Provinciale raad van Vlaams-Brabant en Brussel
- Provinciale raad van West-Vlaanderen

Iedere provinciale raad is samengesteld uit een wettelijk bepaald, even aantal artsen die rechtstreeks worden verkozen door het artsenkorps. De Koning benoemt onder de magistraten of eremagistraten van de rechtbanken van eerste aanleg een bijzitter bij de provinciale raad.
De voorzitter van de provinciale raad is een arts. Om de drie jaar, na de hernieuwing van de raad, verkiezen de leden van de provinciale raad in hun midden een voorzitter.

## Verkiezingen bij de Orde
Het koninklijk besluit van 28 december 1972 tot vaststelling van de regelen betreffende de verkiezing van de leden van de provinciale raden, de raden van beroep en de nationale raad van de Orde der geneesheren bevat de modaliteiten betreffende de verkiezingen bij de Orde.
Dit KB werd met koninklijk besluit van 26 januari 2016 gewijzigd en aangepast aan het nieuwe gerechtelijke landschap en er werden ook bepalingen opgenomen met het oog op het organiseren van elektronische verkiezingen bij de Orde. De artsen stemden voor het eerst elektronisch in oktober 2016.
De artsen verkiezen rechtstreeks de leden van hun provinciale raad. Om drie jaar worden de provinciale raden voor de helft vernieuwd. De deelname aan de stemming is verplicht. De duur van de mandaten bij de organen van de Orde bedraagt zes jaar. Alle leden beschikken over een onder dezelfde voorwaarden verkozen of benoemde plaatsvervanger.
De aanwezigheid van de magistraten in de organen van de Orde vormt een extra garantie voor de onpartijdigheid en de juridisch correcte werking van de Orde.

## Taken en bevoegdheden
De voornaamste taken van de Orde der artsen betreffen:

### Deontologie
De nationale raad van de Orde heeft wettelijk de taak om de algemene regels ‘betreffende de zedelijkheid, de eer, de bescheidenheid, de eerlijkheid, de waardigheid en de toewijding die onontbeerlijk zijn voor de uitoefening van het beroep’ vast te leggen (KB nr. 79, art. 15, §2, 1°). De code van medische deontologie LINK pagina op www.ordomedic.be bevat het geheel van deze basisbeginselen. De nationale raad keurde recent op 3 mei 2018 een nieuwe code goed. Deze code bevat 45 artikelen. De tekst is opgebouwd rond vier pijlers: professionaliteit, respect, integriteit, verantwoordelijkheid, met een centrale plaats voor de patiënt.
De nationale raad herziet regelmatig de artikelen van de code, in functie van de evolutie in de geneeskunde en de gezondheidszorg, het medisch recht, de medische ethiek, het gemeen recht en de veranderende maatschappelijke noden en accenten. Sommige materies, zoals patiëntenrechten, euthanasie, zwangerschapsafbreking, … worden in belangrijke mate geregeld door wetgeving.
De Koning verleende tot nog toe geen bindende kracht aan de code van medische deontologie.
De artikelen van de code lopen als een rode draad doorheen het bepalen van deontologische en ethische standpunten van alle organen van de Orde, zowel bij de adviserende als bij de disciplinaire taken.

### Adviesverlening
Elke arts kan terecht bij zijn provinciale raad voor een concreet deontologisch advies, op basis van de code van medische deontologie en de adviezen van de nationale raad.
De nationale raad verstrekt adviezen van algemene aard LINK pagina op www.ordomedic.be, op eigen initiatief of op verzoek van artsen, provinciale raden, de overheid, openbare instellingen, beroepsverenigingen van artsen of andere betrokkenen in de gezondheidszorg.
De nationale raad stemt voortdurend zijn adviezen af op de evolutie in de geneeskunde en de gezondheidszorg, het medisch recht, de medische ethiek, het gemeen recht en de veranderende maatschappelijke noden en accenten. Hij pleegt multi- en interdisciplinair overleg met andere gezondheidszorgberoepen, met patiëntenorganisaties, overheids- en andere instanties, ook internationaal.

### Disciplinaire bevoegdheden
De provinciale raden kunnen tuchtrechtelijk optreden, hetzij ambtshalve, hetzij op verzoek van de nationale raad, van de minister van Volksgezondheid, van de procureur des Konings of van de provinciale geneeskundige commissie, hetzij na klacht van een arts of een derde. De provinciale raden hebben gezag en rechtsmacht over de artsen die op de lijst van de Orde van hun provincie ingeschreven zijn.
De tuchtsancties die de Orde kan opleggen zijn : een waarschuwing, een censuur, een berisping, een schorsing in het recht de geneeskunde uit te oefenen gedurende een termijn van maximum twee jaar en de schrapping van de lijst van de Orde.
Eerder dan op sanctionerend optreden, focust de Orde meer en meer op verzoening en bemiddeling.
De raden van beroep oordelen over de tuchtbeslissingen van de provinciale raden waartegen hoger beroep werd aangetekend. Het Hof van Cassatie behandelt de disciplinaire beslissingen waartegen cassatieberoep werd ingesteld.
Het tuchtrecht is een aparte tak van het recht met een specifiek karakter. De artsen blijven evenals de andere burgers onderworpen aan de rechtsmacht van hoven en rechtbanken. De Orde is niet bevoegd om een schadevergoeding toe te kennen. Hiertoe kan elke betrokkene die zich door het medisch handelen van een arts benadeeld voelt wenden tot de gewone rechter. Daarnaast kan hij ook klacht neerleggen bij de Orde. Het tuchtrecht beoogt niet de verdediging van het individuele belang van de patiënt of corporatistische doelen maar het collectieve belang en de kwaliteit van de uitoefening van de geneeskunde.

### De Orde ten dienste van de artsen
Wanneer artsen in de uitoefening van hun beroep een probleem ervaren kunnen zij bij de Orde terecht voor onder meer overleg, bemiddeling en advies.
De Orde richt tegenwoordig de focus meer op preventieve taken en initiatieven zoals de begeleiding en de oriëntering van artsen, proactief aan (jonge) artsen ondersteuning bieden bij het uitbouwen van hun professionele carrière, begeleiding van artsen in psychische nood.
In dit kader bouwde de Orde in 2016 het project ‘Arts in nood’ uit als een vertrouwensplatform voor psychologische hulpverlening aan artsen. Dit project heeft tot doel om samen met andere betrokken organisaties, ziekenhuizen, universiteiten en overheden een preventie-, hulp- en zorgkader te creëren voor artsen met ernstige psychosociale problemen welke een invloed kunnen hebben op de kwaliteit van de zorg die zij verstrekken.

### De Orde ten dienste van de patiënten en de gemeenschap
De Orde vervult ook opdrachten naar de patiënten en de gemeenschap toe.
Zo neemt de organisatie maatregelen ter bescherming van de patiënten. De provinciale raad kan de naam van een arts weglaten uit de lijst of het behoud ervan afhankelijk maken van beperkende voorwaarden indien de provinciale geneeskundige commissie aan de Orde meedeelt dat een arts niet meer voldoet aan de voorwaarden om de geneeskunde uit te oefenen of omwille van lichamelijke of psychische redenen op een beperkte uitoefening van de geneeskunde is aangewezen.
De Orde is bevoegd om gevallen van onwettige uitoefening van de geneeskunde te melden.
Uitwisseling van gegevens op gebied van tucht, zowel met de bevoegde overheidsinstanties in België als met deze op Europees niveau gebeurt via de nationale raad. Deze communicatie in functie van de kwaliteit van de zorg en het belang van de volksgezondheid dient, met eerbiediging van de regels betreffende de bescherming van de persoonlijke levenssfeer, nog accurater te worden uitgebreid.
De Orde is aanwezig op nationale en internationale fora en overlegt met de andere actoren in de gezondheidszorg, zowel met de zorgverstrekkers van de verschillende disciplines op het terrein als met verantwoordelijken op het niveau van het beleid. De Orde volgt via de patiëntenorganisaties ook de noden van de patiënten.

## Kritiek
Een van de punten van kritiek is dat de Orde vaak tegelijk rechter en partij is in geschillen met haar leden. Wanneer patiënten of andere derden een arts aanklagen bij de Orde, worden zij hier bovendien niet bij betrokken (wordt niet ingelicht over het besluit en kan ook niet in beroep gaan), hetgeen de transparantie van de tuchtrechtspraak niet bevordert.
Daarnaast wordt haar verweten dat ze niet streng genoeg optreedt tegen beroepsfouten van haar leden, of anderzijds te streng was tegen alternatieve zienswijzen op de uitoefening van de geneeskunde. Voorbeelden hiervan zijn het dispuut met dokter Herman Le Compte en met de artsen van Geneeskunde voor het Volk, die weigeren hun lidgeld te betalen.